# Вагнер Лав
Ва́гнер Лав (порт.-браз. Vágner Love, настоящее имя Ва́гнер Си́лва ди Со́уза, порт.-браз. Vágner Silva de Souza; род. 11 июня 1984[…], Рио-де-Жанейро) — бразильский футболист, нападающий клуба «Ретро».

## Клубная карьера

### Детство и юность
В возрасте восьми лет Вагнер поступил в футбольную школу, где проучился два года. В 1997 году он был зачислен в футбольную школу клуба «Васко да Гама». В шестнадцатилетнем возрасте Вагнер заключил свой первый профессиональный контракт с футбольным клубом «Палмейрас». Первый матч за этот клуб Вагнер, по собственным словам провёл «на редкость плохо». В 2002 году он стал лучшим бомбардиром молодёжного первенства чемпионата штата Сан-Паулу, забив 32 гола. После этого успеха, Вагнер дебютировал за основной состав команды, за который в сезоне 2003 года забил 19 голов, став лучшим бомбардиром серии В, чем помог «Палмейрасу» выйти в серию А чемпионата Бразилии. В том же году Вагнера пригласили в юношескую сборную Бразилии, где он и дебютировал на Панамериканских играх в Санто-Доминго, выиграв там серебро. Тогда же он получил прозвище «Лав» в результате скандальной истории с девушкой. Последний матч за «Палмейрас» Вагнер провёл 28 июня 2004 года, в котором забил 2 гола, а его клуб победил «Сан-Паулу» со счётом 3:1.

### ЦСКА

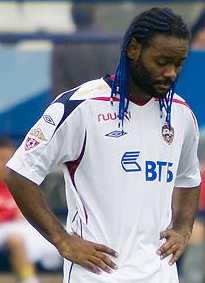
Вагнер в составе ЦСКА

В 2004 году Вагнер Лав был приобретён московским ЦСКА за 6,2 млн евро. Армейский клуб предпочёл бразильца аргентинцу Фернандо Кавенаги, чья зарплата была в 2,5 раза выше доходов остальных игроков клуба. Дебютной игрой Вагнера в составе ЦСКА стал матч 2 отборочного тура Лиги чемпионов с клубом «Нефтчи» Баку, проходивший 4 августа; в этой игре он вышел на 46-й минуте и на 72-й минуте забил. 14 августа дебютировал в составе ЦСКА в чемпионате России в матче против ярославского «Шинника», выйдя на поле в основном составе. Через 5 месяцев мог покинуть команду и перейти в «Коринтианс», но сделка в итоге не состоялась.
В составе армейцев Лав стал обладателем Кубка УЕФА (2005) и трижды чемпионом России (2005, 2006 и 2013). В 2007 году Вагнер вместе с Жо стал лучшим бомбардиром ЦСКА.
12 июля 2008 года в матче двух московских команд «Спартак» — ЦСКА, завершившемся со счётом 1:5, Вагнер сделал первый хет-трик чемпионата 2008 года. 26 июля 2009 года в другом матче этих двух команд, в котором со счётом 2:1 победил «Спартак», Вагнер был удалён на 90-й минуте за фол последней надежды на Веллитоне.
10 ноября 2008 года Лав в матче против ФК «Москва» впервые в своей карьере сделал «покер», забив четыре мяча в ворота Амельченко. В следующем туре бразилец сделал хет-трик в ворота досрочно оформившего чемпионство казанского «Рубина», и это позволило армейцам завоевать серебряные медали чемпионата России. В итоге Вагнер забил 20 мячей в чемпионате-2008, тогда как никто из его преследователей не забил больше 10 мячей.
Вагнер Лав стал лучшим бомбардиром Кубка УЕФА 2008/09 с 11 забитыми мячами, опередив экс-армейца Ивицу Олича («Гамбург»; 9) и Фабио Квальяреллу («Удинезе»; 8).

### Аренда в «Палмейрас»
28 августа 2009 года нападающий по семейным обстоятельствам и из-за желания выступать за сборную, перешёл на правах аренды в бразильский «Палмейрас» на один год, перед этим подписав с ЦСКА контракт на 2,5 года.

### Аренда во «Фламенго»
15 января 2010 года Вагнер был отдан в аренду бразильскому «Фламенго» сроком до 10 июля, в тот же день он был представлен болельщикам на клубной базе и получил футболку с номером 9. В своей первой игре за клуб, 24 января в чемпионате штата Рио-де-Жанейро, Вагнер забил два гола в ворота клуба «Бангу», принеся победу своей команде со счётом 2:1. По окончании срока аренды Вагнер попросил у руководства московского клуба продлить соглашение ещё на год, но получил отказ.

### Возвращение в ЦСКА
В конце июля 2010 года вернулся в ЦСКА, где в первом же матче с московским «Спартаком» (2:1) забил гол, оказавшийся победным. 16 сентября 2010 года сделал дубль в ворота «Лозанны» (3:0) в рамках 1 тура Лиги Европы. Сам нападающий изъявил желание стать лучшим бомбардиром этого турнира, повторив достижения Кубка УЕФА сезона 2008/09.
26 сентября в матче 22-го тура против «Томи» в гостях на 41-й секунде забил гол, который стал для него сотым в составе ЦСКА. Вагнер стал первым иностранцем, попавшим в Клуб Григория Федотова.
Сезон 2011/12 Вагнер начал в ЦСКА, однако в СМИ появлялась информация о его переходе в один из бразильских клубов. Летом 2011 года в услугах Вагнера был заинтересован клуб «Порту», однако предложение португальцев было расценено как недостаточное. 29 октября Вагнер Лав был удалён в матче со «Спартаком-Нальчик», за то, что прямой ногой ударил Джудовича, после чего тот получил травму.
Как позже признался сам бразилец, подобное с ним произошло впервые и он очень сожалеет о случившемся. Решением КДК Вагнер был дисквалифицирован на три матча. Позже КДК отменил дисквалификацию и в матче с «Анжи» Вагнер забил гол, однако ЦСКА проиграл 1:2.

### Снова во «Фламенго»
25 января 2012 года было объявлено о переходе Вагнера во «Фламенго». Президент Патрисия Аморин отметила, что Вагнер всегда хотел выступать за клуб, и что это именно тот игрок, который нужен её клубу. На пресс-конференции Вагнер не сдержал слёз.
В начале сентября 2012 года появилась информация о том, что Вагнер Лав может вернуться в Россию из-за финансовых проблем во «Фламенго». Сам Вагнер сказал, что хочет вернуться именно в ЦСКА.

### Второе возвращение в ЦСКА
12 января 2013 года «Фламенго» объявил о возвращении бразильца в ЦСКА. 16 января Вагнер официально вернулся в ЦСКА, подписав контракт на 3,5 года.
В первых двух матчах чемпионата России сделал по голевой передаче. 1 апреля против «Алании» Вагнер отметился дублем, забив впервые после возвращения в ЦСКА. 6 апреля в матче против нижегородской «Волги» в компенсированное ко второму тайму время получил вторую жёлтую карточку и был удалён с поля.

### «Шаньдун Лунэн»
24 июля 2013 года Вагнер стал игроком «Шаньдун Лунэн», трансфер оценивается в 12 млн евро. В первом же матче за новую команду отметился дублем в ворота «Шанхай Шэньхуа». В китайском клубе стал серебряным призёром Суперлиги Китая в 2013 году и обладателем Кубка Китая в 2014. 1 февраля 2015 года Вагнер Лав досрочно — за год до окончания — расторг контракт с «Шаньдун Лунэн» из-за лимита на легионеров в китайском первенстве: по регламенту каждый клуб в Китае может иметь пять легионеров, а из всех легионеров команды контракт Вагнера Лава заканчивался раньше всех, поэтому ему было предложено уйти из клуба.

### «Коринтианс»
После ухода из китайского клуба интерес к футболисту проявили московский «Локомотив» и бывший клуб Вагнера — ЦСКА, который не смог позволить себе его контракт. Однако в начале февраля 2015 года футболист подписал контракт с «Коринтианс» до июля 2016. Основная причина, почему Вагнер решил вернуться в Бразилию — семья. Свой первый гол за «Коринтианс» забил 29 марта 2015 года в ворота «Брагантино» в матче Лиги Паулиста. 20 ноября 2015 года Лав стал чемпионом Бразилии в составе «Коринтианс».

### «Монако»
13 января 2016 года было объявлено, что Вагнер Лав переходит в «Монако». Контракт рассчитан до лета 2017 года, а сумма трансфера составила менее миллиона евро. Свой первый гол за монегасков Лав забил 14 февраля в гостях в ворота «Сент-Этьена» (1:1).

### «Аланьяспор»
30 августа 2016 года Вагнер перешёл в турецкий клуб «Аланьяспор», который впервые в своей истории вышел в главную турецкую футбольную лигу. Вагнер сыграл в сезоне 2016/17 за клуб 28 матчей и забил 23 гола, став лучшим бомбардиром чемпионата Турции, и помог команде занять 12 место — всего в четырёх очках от зоны вылета. Один гол пришёлся на домашнюю игру с будущим чемпионом «Бешикташем». В первых семи матчах он не забивал и не отдавал голевых передач. В следующем сезоне сыграл в 14 матчах чемпионата Турции, в которых отличился 10 голами и 3 результативными передачами. Бразилец пропустил три тура из-за мышечной травмы, а однажды остался на трибуне по причине дисквалификации. Без своего снайпера команда из Аланьи проиграла все эти четыре встречи. Во время зимнего перерыва было объявлено о его переходе в другой турецкий клуб.

### «Бешикташ»
29 января 2018 года Вагнер Лав стал игроком турецкого клуба «Бешикташ». Контракт был рассчитан на 2,5 года. Зарплата составила около 1,9 млн евро в год. В сезоне 2017/18 Вагнер Лав сыграл 18 игр, забил 6 мячей.

### «Кайрат»
8 июля 2020 года Вагнер на правах свободного агента стал игроком клуба «Кайрат», подписав полугодовой контракт с возможностью продления. 18 августа отметился в дебютном матче голевой передачей. 27 августа в отборочном матче Лиги Европы против армянского «Ноя» (4:1) забил два гола. 30 августа оформил дубль в матче КПЛ с «Ордабасы» (3:1.). 6 ноября было объявлено о продлении контракта ещё на один год.

### «Мидтьюлланн»
20 января 2022 года Лав подписал соглашение о бесплатном переходе в «Мидтьюлланн». При этом контракт действовал до конца сезона 2021/22 гг. 22 мая 2022 года Мидтьюлланн подтвердил, что Лав был одним из семи игроков, контракты которых подошли к концу, и поэтому он покинет клуб.

### «Спорт Ресифи»
Вагнер заключил контракт с бразильским клубом «Спорт Ресифи» в июле 2022 года. В январе 2023 года продлил контракт с клубом до ноября. К моменту продления контракта, он успел отыграть 17 матчей, в которых забил семь мячей и отдал одну голевую передачу.

## Карьера в сборной Бразилии
Вагнер являлся игроком сборной Бразилии тогда, когда она победила на Кубке Америки в Перу в 2004 году, но он почти не выходил на поле в то время, когда команду тренировал Карлос Алберто Паррейра. Когда сборную после ухода Паррейры возглавил Карлос Дунга, Вагнер и его товарищи по ЦСКА Даниэл Карвальо и Дуду Сеаренсе были в неё вызваны. В своей четвёртой игре за национальную команду, против Уэльса, Вагнер забил свой первый гол. Вагнер Лав снова присоединился к команде Дунги после того, как отлично начал сезон 2007 года в ЦСКА, он выходил в каждом матче сборной Бразилии на Кубке Америки 2007, но забил только однажды. 15 июля 2007 Вагнер играл в финале этого престижного турнира и сделал голевую передачу на Даниэла Алвеса, в итоге Бразилия обыграла в том матче Аргентину со счётом 3:0.

## Достижения

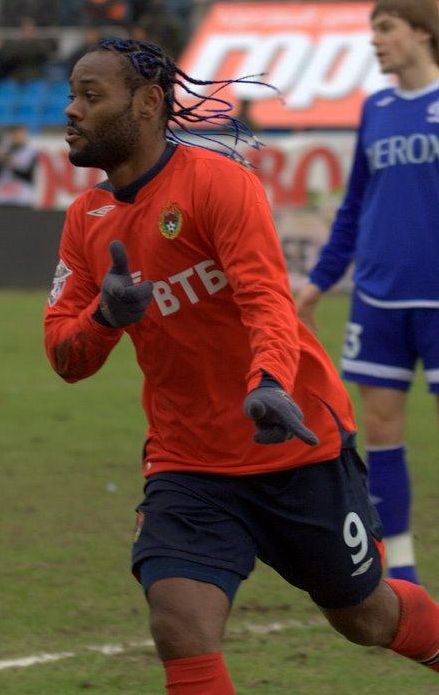
Вагнер Лав празднует гол в ворота «Динамо»

### Командные
«Палмейрас»
- Победитель Серии B: 2003

ЦСКА
- Чемпион России (3): 2005, 2006, 2012/13
- Обладатель Кубка России (6): 2004/05, 2005/06, 2007/08, 2008/09, 2010/11, 2012/13
- Обладатель Суперкубка России (4): 2006, 2007, 2009, 2013
- Обладатель Кубка УЕФА: 2004/05
- Итого: 14 трофеев

«Шаньдун Лунэн»
- Обладатель Кубка Китая: 2014

«Коринтианс»
- Чемпион Бразилии: 2015
- Чемпионат штата Сан-Паулу: 2019
- Итого: 2 трофея

«Кайрат»
- Чемпион Казахстана: 2020
- Обладатель Кубка Казахстана: 2021
- Итого: 2 трофея

«Мидтьюлланн»
- Обладатель Кубка Дании: 2022

«Спорт Ресифи»
- Чемпион штата Пернамбуку: 2023

«Атлетико Гоияниенсе»
- Чемпион штата Гояс: 2024

«Аваи»
- Чемпион штата Санта-Катарина: 2025

Сборная Бразилии
- Серебряный призёр Панамериканских игр: 2003
- Обладатель Кубка Америки (2): 2004, 2007
- Итого: 2 трофея

### Личные
- Лучший бомбардир Панамериканских игр: 2003 (4 гола).
- Лучший бомбардир Серии B чемпионата Бразилии: 2003 (19 голов).
- Лучший бомбардир чемпионата штата Сан-Паулу: 2004 (12 голов).
- Лучший бомбардир чемпионата России: 2008 (20 голов).
- Лучший бомбардир Кубка УЕФА: 2008/09 (11 голов).
- Лучший бомбардир чемпионата штата Рио-де-Жанейро: 2010 (15 голов).
- Лучший бомбардир чемпионата Турции: 2016/17 (23 голов).
- В списках 33 лучших футболистов чемпионата России (6): № 1 (2007, 2008, 2010); № 2 (2005, 2012/2013); № 3 (2006)
- Футболист года в России про версии издания «Спорт-Экспресс» (2008).
- Лучший футболист чемпионата Казахстана: 2020
- Член сборной команды сезона Кубка Нордесте: 2023
- В рамках премии «Золотая подкова» два раза получил «Серебряную подкову» (2007, 2010).
- Член Клуба Григория Федотова.
- Жюри конкурса «Чемпионату России по футболу-20 лет» признан лучшим нападающим российских чемпионатов 1992—2012 годов[61].
- Лучший легионер из дальнего зарубежья в истории чемпионатов России по версии блога сотрудников Sports.ru[62] и интернет-издания Championat.com[63].

## Семейное положение
Первая жена — Мартинья, от брака с которой осталось двое сыновей: Энцо и Ловиньо. В декабре 2013 года Вагнер женился на своей подруге Лусилен, с которой был знаком с 2011 года. Церемония бракосочетания прошла в Бразилии.

## Статистика выступлений

### Общая клубная статистика
(откорректировано по состоянию на 27 июня 2022 года)
| Выступление      | Выступление      | Выступление      | Чемпионат | Чемпионат | Кубки | Кубки | Конт. | Конт. | Прочие | Прочие | Итого | Итого |
| Клуб             | Лига             | Сезон            | Игры      | Голы      | Игры  | Голы  | Игры  | Голы  | Игры   | Голы   | Игры  | Голы  |
| ---------------- | ---------------- | ---------------- | --------- | --------- | ----- | ----- | ----- | ----- | ------ | ------ | ----- | ----- |
| Палмейрас        | Серия А          | 2002             | 2         | 0         | 0     | 0     | —     | —     | —      | —      | 2     | 0     |
| Палмейрас        | Серия B          | 2003             | 29        | 19        | 0     | 0     | —     | —     | —      | —      | 29    | 19    |
| Палмейрас        | Серия А          | 2004             | 11        | 8         | 0     | 0     | —     | —     | —      | —      | 11    | 8     |
| Палмейрас        | Серия А          | 2009             | 12        | 5         | 0     | 0     | 0     | 0     | 0      | 0      | 12    | 5     |
| Палмейрас        | Итого            | Итого            | 54        | 32        | 0     | 0     | —     | —     | —      | —      | 54    | 32    |
| ЦСКА             | Премьер-лига     | 2004             | 12        | 9         | 0     | 0     | 9     | 4     | —      | —      | 21    | 13    |
| ЦСКА             | Премьер-лига     | 2005             | 21        | 7         | 7     | 0     | 14    | 7     | 1      | 0      | 43    | 14    |
| ЦСКА             | Премьер-лига     | 2006             | 23        | 9         | 7     | 4     | 7     | 2     | 1      | 0      | 38    | 15    |
| ЦСКА             | Премьер-лига     | 2007             | 23        | 13        | 1     | 0     | 3     | 3     | 1      | 1      | 28    | 17    |
| ЦСКА             | Премьер-лига     | 2008             | 26        | 20        | 1     | 1     | 6     | 8     | —      | —      | 33    | 29    |
| ЦСКА             | Премьер-лига     | 2009             | 13        | 3         | 3     | 1     | 4     | 3     | 1      | 0      | 21    | 7     |
| ЦСКА             | Премьер-лига     | 2010             | 15        | 9         | 0     | 0     | 5     | 2     | 0      | 0      | 20    | 11    |
| ЦСКА             | Премьер-лига     | 2011/2012        | 25        | 9         | 5     | 1     | 9     | 1     | 1      | 0      | 40    | 11    |
| ЦСКА             | Премьер-лига     | 2012/2013        | 9         | 5         | 3     | 1     | 0     | 0     | —      | —      | 12    | 6     |
| ЦСКА             | Премьер-лига     | 2013/2014        | 2         | 1         | 0     | 0     | 0     | 0     | 1      | 0      | 3     | 1     |
| ЦСКА             | Итого            | Итого            | 169       | 85        | 27    | 8     | 57    | 30    | 6      | 1      | 259   | 124   |
| Фламенго         | Серия А          | 2010             | 5         | 4         | 0     | 0     | 10    | 4     | 14     | 15     | 29    | 23    |
| Фламенго         | Серия А          | 2012             | 36        | 13        | 0     | 0     | 5     | 2     | 10     | 9      | 51    | 24    |
| Фламенго         | Итого            | Итого            | 41        | 17        | 0     | 0     | 15    | 6     | 24     | 24     | 80    | 47    |
| Шаньдун Лунэн    | Суперлига        | 2013             | 10        | 6         | 0     | 0     | 0     | 0     | —      | —      | 10    | 6     |
| Шаньдун Лунэн    | Суперлига        | 2014             | 21        | 13        | 7     | 4     | 5     | 5     | —      | —      | 33    | 22    |
| Шаньдун Лунэн    | Итого            | Итого            | 31        | 19        | 7     | 4     | 5     | 5     | 0      | 0      | 43    | 28    |
| Коринтианс       | Серия А          | 2015             | 31        | 14        | 2     | 0     | 3     | 0     | 14     | 2      | 50    | 16    |
| Коринтианс       | Серия А          | 2019             | 28        | 5         | 8     | 1     | 10    | 4     | 13     | 1      | 59    | 11    |
| Коринтианс       | Серия А          | 2020             | 0         | 0         | 0     | 0     | 1     | 0     | 6      | 1      | 7     | 1     |
| Коринтианс       | Итого            | Итого            | 59        | 19        | 10    | 1     | 14    | 4     | 33     | 4      | 116   | 28    |
| Монако           | Лига 1           | 2015/2016        | 12        | 4         | 1     | 0     | 0     | 0     | —      | —      | 13    | 4     |
| Монако           | Итого            | Итого            | 12        | 4         | 1     | 0     | 0     | 0     | 0      | 0      | 13    | 4     |
| Аланьяспор       | Суперлига        | 2016/2017        | 28        | 23        | 0     | 0     | —     | —     | —      | —      | 28    | 23    |
| Аланьяспор       | Суперлига        | 2017/2018        | 14        | 10        | 2     | 1     | —     | —     | —      | —      | 16    | 11    |
| Аланьяспор       | Итого            | Итого            | 42        | 33        | 2     | 1     | 0     | 0     | 0      | 0      | 44    | 34    |
| Бешикташ         | Суперлига        | 2017/2018        | 10        | 3         | 1     | 0     | 2     | 1     | —      | —      | 13    | 4     |
| Бешикташ         | Суперлига        | 2018/2019        | 8         | 3         | 0     | 0     | 8     | 4     | —      | —      | 16    | 7     |
| Бешикташ         | Итого            | Итого            | 18        | 6         | 1     | 0     | 10    | 5     | 0      | 0      | 29    | 11    |
| Кайрат           | Премьер-Лига     | 2020             | 13        | 7         | 0     | 0     | 2     | 3     | —      | —      | 15    | 10    |
| Кайрат           | Премьер-Лига     | 2021             | 22        | 7         | 6     | 5     | 2     | 1     | 2      | 0      | 32    | 13    |
| Кайрат           | Итого            | Итого            | 35        | 14        | 6     | 5     | 4     | 4     | 2      | 0      | 47    | 23    |
| Мидтьюлланн      | Суперлига        | 2021/2022        | 9         | 1         | 1     | 0     | 0     | 0     | —      | —      | 10    | 1     |
| Мидтьюлланн      | Итого            | Итого            | 9         | 1         | 1     | 0     | 0     | 0     | 0      | 0      | 10    | 1     |
| Всего за карьеру | Всего за карьеру | Всего за карьеру | 470       | 230       | 55    | 19    | 105   | 54    | 65     | 29     | 695   | 332   |

### Игры за сборную Бразилии
| Матчи Вагнера Лав за сборную Бразилии | Матчи Вагнера Лав за сборную Бразилии | Матчи Вагнера Лав за сборную Бразилии | Матчи Вагнера Лав за сборную Бразилии | Матчи Вагнера Лав за сборную Бразилии | Матчи Вагнера Лав за сборную Бразилии |
| №                                     | Дата                                  | Оппонент                              | Счёт                                  | Голы Вагнера Лава                     | Соревнование                          |
| ------------------------------------- | ------------------------------------- | ------------------------------------- | ------------------------------------- | ------------------------------------- | ------------------------------------- |
| 1                                     | 11 июля 2004                          | Коста-Рика                            | 4:1                                   | -                                     | Кубок Америки 2004                    |
| 2                                     | 16 августа 2006                       | Норвегия                              | 1:1                                   | -                                     | Товарищеский матч                     |
| 3                                     | 3 сентября 2006                       | Аргентина                             | 3:0                                   | -                                     | Товарищеский матч                     |
| 4                                     | 5 сентября 2006                       | Уэльс                                 | 2:0                                   | 1                                     | Товарищеский матч                     |
| 5                                     | 24 марта 2007                         | Чили                                  | 4:0                                   | -                                     | Товарищеский матч                     |
| 6                                     | 27 марта 2007                         | Гана                                  | 1:0                                   | 1                                     | Товарищеский матч                     |
| 7                                     | 1 июня 2007                           | Англия                                | 1:1                                   | -                                     | Товарищеский матч                     |
| 8                                     | 26 июня 2007                          | Мексика                               | 0:2                                   | -                                     | Кубок Америки 2007                    |
| 9                                     | 1 июля 2007                           | Чили                                  | 3:0                                   | -                                     | Кубок Америки 2007                    |
| 10                                    | 4 июля 2007                           | Эквадор                               | 1:0                                   | -                                     | Кубок Америки 2007                    |
| 11                                    | 7 июля 2007                           | Чили                                  | 6:1                                   | 1                                     | Кубок Америки 2007                    |
| 12                                    | 10 июля 2007                          | Уругвай                               | 2:2                                   | -                                     | Кубок Америки 2007                    |
| 13                                    | 15 июля 2007                          | Аргентина                             | 3:0                                   | -                                     | Кубок Америки 2007                    |
| 14                                    | 22 августа 2007                       | Алжир                                 | 2:0                                   | -                                     | Товарищеский матч                     |
| 15                                    | 9 сентября 2007                       | США                                   | 4:2                                   | -                                     | Товарищеский матч                     |
| 16                                    | 12 сентября 2007                      | Мексика                               | 3:1                                   | -                                     | Товарищеский матч                     |
| 17                                    | 14 октября 2007                       | Колумбия                              | 0:0                                   | -                                     | Отборочные матчи ЧМ-2010              |
| 18                                    | 17 октября 2007                       | Эквадор                               | 5:0                                   | 1                                     | Отборочные матчи ЧМ-2010              |
| 19                                    | 18 ноября 2007                        | Перу                                  | 1:1                                   | -                                     | Отборочные матчи ЧМ-2010              |
| 20                                    | 21 ноября 2007                        | Уругвай                               | 2:1                                   | -                                     | Отборочные матчи ЧМ-2010              |